# Сабін Меріно
Сабін Меріно Сулоаґа (ісп. Sabin Merino Zuloaga, нар. 4 січня 1992, Урдуліс, Іспанія) — іспанський футболіст, півзахисник команди «Леганес».

## Статистика виступів

### Статистика клубних виступів
| Команда                   | Дивізіон         | Сезон   | Національний кубок | Національний кубок | Континентальні кубки | Континентальні кубки | Інші змагання | Інші змагання | Усього | Усього |
| Команда                   | Дивізіон         | Ліга    | Ігор               | Голів              | Ліга                 | Ігор                 | Голів         | Ліга          | Ігор   | Голів  |
| ------------------------- | ---------------- | ------- | ------------------ | ------------------ | -------------------- | -------------------- | ------------- | ------------- | ------ | ------ |
| «Басконія» Іспанія        | Терсера Дивізіон | 2011/12 | 36                 | 11                 | -                    | -                    | -             | -             | 36     | 11     |
| «Басконія» Іспанія        | Терсера Дивізіон | 2012/13 | 34                 | 16                 | -                    | -                    | -             | -             | 34     | 16     |
| «Басконія» Іспанія        | Разом            | Разом   | 70                 | 27                 | -                    | -                    | -             | -             | 70     | 27     |
| «Більбао Атлетік» Іспанія | 2 B              | 2011/12 | 1                  | 0                  | -                    | -                    | -             | -             | 1      | 0      |
| «Більбао Атлетік» Іспанія | 2 B              | 2013/14 | 38                 | 3                  | -                    | -                    | -             | -             | 38     | 3      |
| «Більбао Атлетік» Іспанія | 2 B              | 2014/15 | 42                 | 18                 | -                    | -                    | -             | -             | 42     | 18     |
| «Більбао Атлетік» Іспанія | Разом            | Разом   | 81                 | 21                 | -                    | -                    | -             | -             | 81     | 21     |
| «Атлетік» Іспанія         | Ла-Ліга          | 2015/16 | 22                 | 5                  | 5                    | 0                    | 11            | 2             | 38     | 7      |
| «Атлетік» Іспанія         | Разом            | Разом   | 22                 | 5                  | 5                    | 0                    | 11            | 2             | 38     | 7      |

## Досягнення
- Володар Суперкубку Іспанії:

«Атлетік»: 2015